# تارا هولت
تارا هولت (انگلیسی: Tara Holt؛ زادهٔ ۱۵ فوریهٔ ۱۹۸۸) بازیگر اهل ایالات متحده آمریکا است.
از فیلم‌ها یا مجموعه‌های تلویزیونی که وی در آن‌ها نقش داشته است، می‌توان به داستان ترسناک آمریکایی، چگونه با مادرتان آشنا شدم، ری داناوان و کالیفرنیکیشن اشاره نمود.